# 三教指歸
三教指歸（日语：／ Sangōshiki / Sangōshīki）是空海假借宗教寓意小説的出家宣言。

## 概要
序文是在延曆16年12月1日（797年12月23日）寫成。空海在24歳的著作，被認為是向反對自己出家的親族發出的出家宣言。不過最初本書的題名是『聾瞽指歸』，空海親自書寫的版本於現在收藏在金剛峯寺，被指定為日本國寶。天長年間，本書的序文和十韻詩改修並獻予朝廷時，改名為『三教指歸』。阿部龍一認為『聾瞽指歸』的改訂，反映出成為知命之年的空海的心境變化，和對佛教思想的深化（特別是對「真言」的理解），以及伴隨著社會地位的變化，空海在『聾瞽指歸』的序文中，對當時是律令制的日本有儒教批判，以及抑制對文章經國主義的批判，在開頭即表明文章的重要（阿部指出，空海越過與周圍的對立，以佛教為最高體制，並捨棄當時日本的統治意識形態儒教，並決意執筆『聾瞽指歸』的時期；與向體制內部的日本朝廷導入密宗時，有必要與體制的統治意識形態儒教相輔相成，於是校訂為『三教指歸』，此前後時期的不同）。因此，被上獻到朝廷的『三教指歸』在日本宮廷中廣泛流傳，『續日本後紀』「承和2年3月25日條」記載空海死去，顯示出當時空海有一定地位。而且，任官考試中的「對策」亦經常問及三教的關係，閱讀『三教指歸』對當時的貴族社會有實際作用。

## 內容
本書以四六駢文寫成。主要內容是以蛭牙公子、兔角公、龜毛先生、虛亡隱士、假名乞兒5人的對話討論形式來敘述，最初由兔角公請龜毛先生教化蛭牙公子，龜毛先生以儒教為觀點論述，而被支持道教的虛亡隱士批判，最後道教亦被支持佛教的假名乞兒論破，以顯示出佛教在三教中，最為優秀，佛教因為辯證法的邏輯性而受到稱揚。本書在日本是最初的思想比較論，展開在三教中，思想主體的對比。

## 評價
- 宗教學者島薗進指出，本書對儒教和道教的記述，對比起佛教的記述，前兩者顯得相當不充分。不過本書比較3種宗教，而空海自身亦有對三者的關係有所考察，所以亦可算是日本宗教學先驅。（作者：島薗進，ちくま新書（日语：ちくま新書），2008年）

- 阿部龍一對改訂前的『聾瞽指歸』內容有很低評價，以及批評後世以空海為真言宗的開祖弘法大師為前提作研究，而認為此書是記載空海出家時的心境和與密教相遇、出家當時的佛教環境等，重要的資料。（作者：阿部龍一，岩田書院（日语：岩田書院），2015年）

## 古注
- 三教指歸注集
- 三教勘注抄
- 三教指歸注
- 三教指歸註抄

## 近代主要注釋
- （加藤精神譯注，岩波文庫，1935年）
- （勝又俊教編，山喜房佛書林，1973年）
- 〈日本古典文學大系71〉（渡邊照宏・宮坂宥勝校注，岩波書店，1965年）
- （山本智教譯注，筑摩書房，1984年，2001年再版）
- （福永光司譯注，中公classic（日语：中公クラシックス），2003年）
- （加藤純隆、加藤精一譯注，角川sophia文庫（日语：角川ソフィア文庫），2007年）

## 外部連結
- 近代デジタルライブラリー - 三教指帰（页面存档备份，存于）
- 弘法大師空海（三教指帰）（页面存档备份，存于）